# Dooley Wilson
Pour les articles homonymes, voir Wilson.
Arthur « Dooley » Wilson est un acteur, chanteur et batteur de jazz américain, né le 3 avril 1886 à Tyler (Texas) et mort le 30 mai 1953 à Los Angeles (Californie).

## Biographie
À partir de 1908 et jusque dans les années 1930, Arthur Wilson joue au théâtre à Chicago (où il reçoit le surnom de « Dooley ») et à New York. Entre 1912  et 1946, à Broadway, il participe à quatre pièces (dont Androclès et le Lion (en) en 1938-1939 dans le rôle-titre) et, comme il est également chanteur, à trois comédies musicales (dont Un petit coin aux cieux en 1940-1941, sur une musique de Vernon Duke, avec Ethel Waters).
Dans les années 1920, il se produit comme batteur dans un jazz band - qu'il dirige aussi -, The Red Devils, et fera avec lui une tournée en Europe (à Paris, Londres...), ainsi qu'en Afrique du Nord (en particulier, à Casablanca).
De 1939 à 1951, il apparaît au cinéma, son rôle le plus connu étant, en 1942, celui du pianiste Sam dans Casablanca (il y chante lui-même, mais est doublé au piano, dont il ne jouait pas), avec Humphrey Bogart, qu'il retrouvera dans Les Ruelles du malheur (1949), où il a le petit rôle, non crédité, d'un... pianiste. Notons également sa participation, en 1943, à deux films aux côtés de Michèle Morgan, Rencontre à Londres et Amour et Swing (ce dernier, avec aussi Frank Sinatra).
Enfin, en 1951, il interprète un unique rôle à la télévision, dans la sitcom Beulah (en) (deux épisodes, où il retrouve Ethel Waters dans le rôle-titre).

## Filmographie complète

### Au cinéma

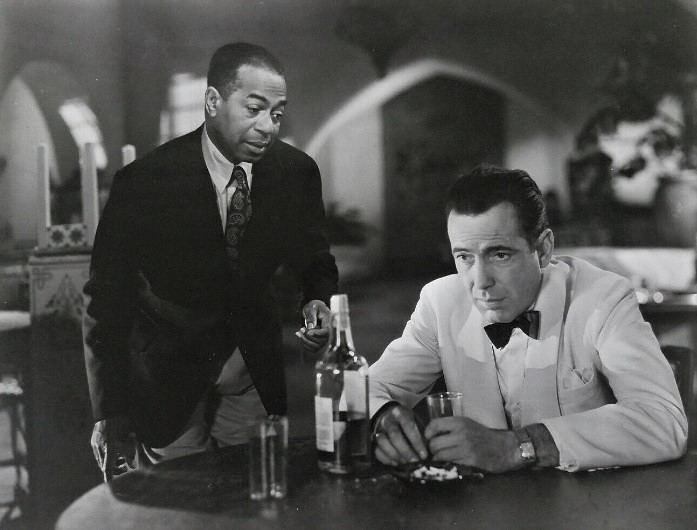
Avec Humphrey Bogart, dans Casablanca (1942)

- 1939 : Keep Punching de John Clein : Baron Skinner
- 1942 : La Blonde de mes rêves (My Favorite Blonde) de Sidney Lanfield : un porteur
- 1942 : Mon secrétaire travaille la nuit (Take a Letter, Darling) de Mitchell Leisen : Moses
- 1942 : Night in New Orleans de William Clemens : Shadrach Jones
- 1942 : Cairo de W. S. Van Dyke : Hector
- 1942 : Casablanca de Michael Curtiz : Sam
- 1943 : Rencontre à Londres (Two Tickets to London) d'Edwin L. Marin : l'accordéoniste
- 1943 : Symphonie magique (Stormy Weather) d'Andrew L. Stone : Gabe Tucker
- 1943 : Amour et Swing (Higher and Higher) de Tim Whelan : Oscar
- 1944 : Sept Jours à terre (Seven Days Ashore) de John H. Auer : Jason
- 1948 : Triple Threat (en) de Jean Yarbrough : un porteur
- 1948 : Racing Luck (en) de William Berke : Abe
- 1949 : Les Ruelles du malheur (Knock and any Door) de Nicholas Ray : un pianiste
- 1949 : Les Sœurs casse-cou (Come to the Stable) d'Henry Koster : Anthony James
- 1949 : Pas de pitié pour les maris (en) (Tell it to the Judge) de Norman Foster : un porteur
- 1949 : N'oubliez pas la formule (Free for All) de Charles Barton : Aristotle
- 1950 : Chaînes du destin (No Man of her Own) de Mitchell Leisen : un serveur du train
- 1950 : Father is a Bachelor d'Abby Berlin et Norman Foster : Blue
- 1951 : La Caravane des évadés (Passage West) de Lewis R. Foster : Rainbow

### À la télévision
- 1951 : Beulah, sitcom
  - Saison 1, épisode 23 Bill, the Babysitter de James Tinling et épisode 34 Beulah and the Stock Market : Bill Jackson

## Théâtre à Broadway (intégrale)

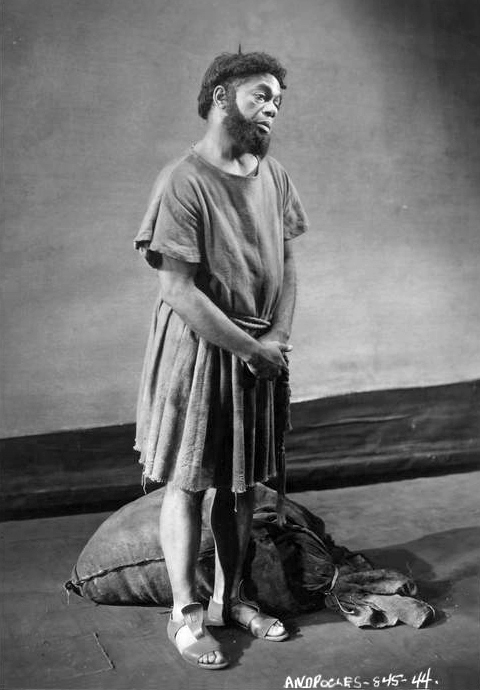
Dans Androclès et le Lion (rôle-titre),
en 1938 à Broadway

- 1912 : Let George Do It, comédie musicale, musique et lyrics de Nathaniel D. Ayer et Paul West, livret d'Aaron Hoffman : un transporteur express
- 1936 : The Conjure Man Dies (ou Conjur Man Dies), adaptation par Arna Bontemps et Countee Cullen du roman éponyme de Rudolph Fisher : Détective Perry Dart
- 1937 : The Long Voyage Home, pièce d'Eugene O'Neill : Fat Joe
- 1938-1939 : Androclès et le Lion (Androcles and the Lion), pièce de George Bernard Shaw : Androclès
- 1940 : The Strangler Fig, pièce d'après un livre de John Stephen Strange, adapté par Edith Meiser : Franklin
- 1940 : Keep Off the Grass, revue, musique de Jimmy McHugh, lyrics d'Al Dubin et Howard Dietz, sketches de divers auteurs, mise en scène de Fred de Cordova (comme arrangeur uniquement)
- 1940-1941 : Un petit coin aux cieux (Cabin in the Sky), comédie musicale, musique de Vernon Duke, lyrics de John La Touche, livret de Lynn Root, chorégraphie de George Balanchine, avec Ethel Waters, Rex Ingram, Katherine Dunham : « Little Joe » Jackson
- 1940-1941 : Meet the People, revue, musique de Jay Gorney, lyrics d'Henry Myers et Edward Eliscu, sketches de divers auteurs (comme arrangeur uniquement)
- 1944-1946 : Bloomer Girl, comédie musicale, musique d'Harold Arlen, paroles et mise en scène de Yip Harburg, livret de Sig Herzig et Fred Saidy, chorégraphie d'Agnes de Mille, avec Celeste Holm, James Mitchell : Pompey

## Note et référence
1. ↑  Certaines sources mentionnent 1894 comme année de naissance (cf. (en) Steve Sullivan, Encyclopedia of Great Popular Song Recordings, vol. 1-2, Lanham, The Scarecrow Press, 2013, 1030 p. (ISBN 978-0-8108-8296-6, lire en ligne), p. 291).